# Emanuel Vignato
Emanuel Vignato  (* 24. August 2000 in Negrar) ist ein italienisch-brasilianischer Fußballspieler, welcher beim Pisa Sporting Club unter Vertrag steht.

## Karriere
Er wurde in der Jugend von Chievo Verona ausgebildet, 2017 wurde er in den Profikader aufgenommen. Er debütierte am 20. Mai 2017 bei einer Serie-A-Partie gegen den AS Rom. 2020 wechselte Vignato zum FC Bologna. Nachdem er zwischenzeitlich an den FC Empoli ausgeliehen war, wechselte er im September 2023 zum Pisa Sporting Club in die Serie B. Für die Rückrunde der Saison 2023/24 war er an die US Salernitana in die Serie A ausgeliehen.

## Familie
Sein jüngerer Bruder Samuele Vignato ist ebenfalls Profifußballer.